# (37025) 2000 US5
2000 US5 (asteroide 37025) é um asteroide da cintura principal. Possui uma excentricidade de 0.09934220 e uma inclinação de 10.43604º.
Este asteroide foi descoberto no dia 24 de outubro de 2000 por LINEAR em Socorro.